# روکامونفینا
روکامونفینا (به ایتالیایی: Roccamonfina) یک کومونه در ایتالیا است که در استان کسرتا واقع شده‌است. روکامونفینا ۳۱٫۰ کیلومتر مربع مساحت و ۳٬۶۸۸ نفر جمعیت دارد و ۶۱۲ متر بالاتر از سطح دریا واقع شده‌است.

## تاریخ
در قلمرو آتشفشانی روکامونفینا ردهایی از اقامتگاه‌های آوسونان یا آورونکیان به‌چشم می‌خورد.